# Peter Flötner
Peter Flötner (Thurgau, 1490 – Norimberga, 23 ottobre 1546) è stato uno scultore, orafo e intagliatore tedesco.

## Biografia

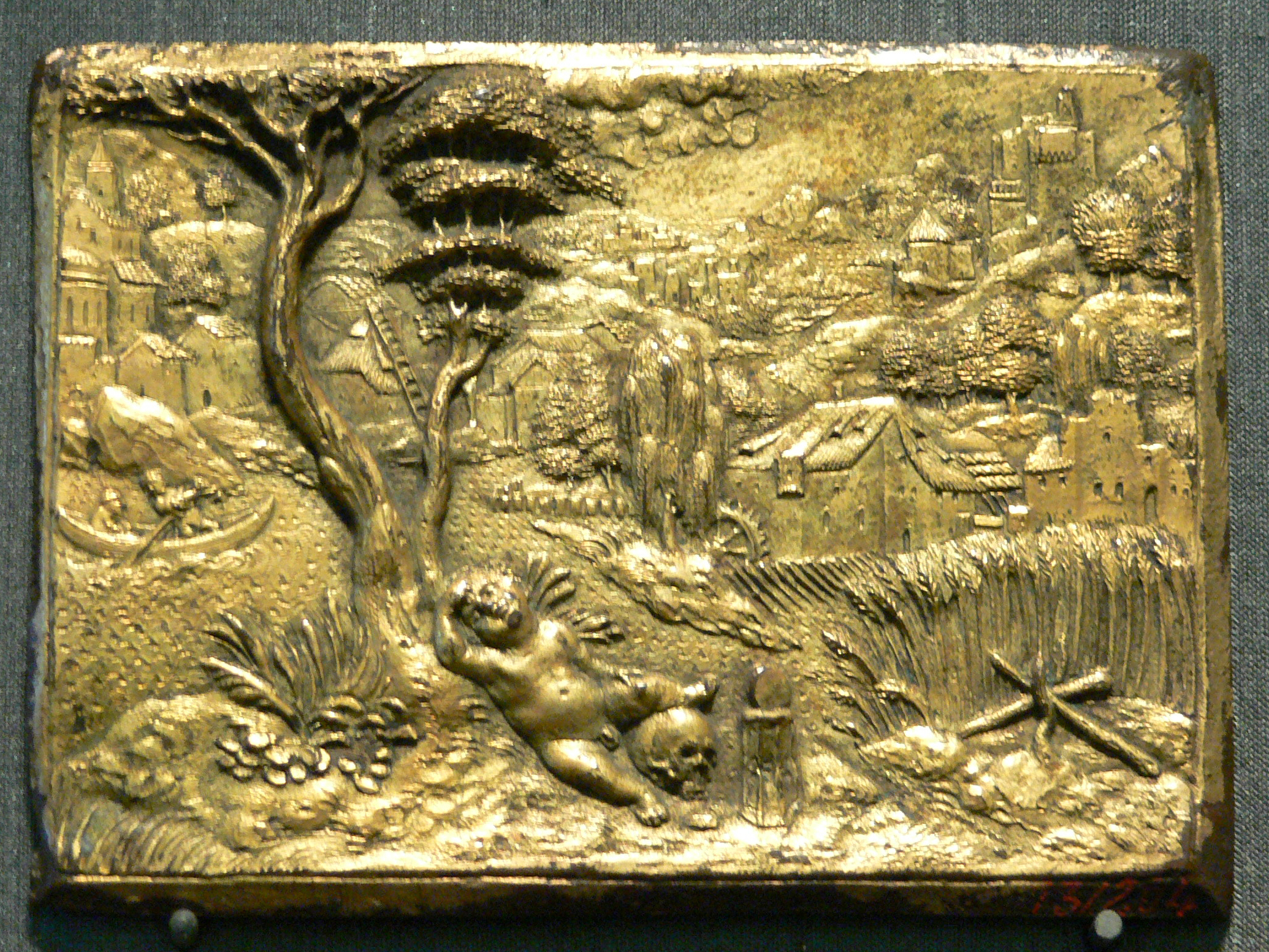
Peter Flötner, Vanitas, bronzo dorato, 1535-1540)

Peter Flötner fu un intagliatore in legno, un orafo e uno scultore attivo a a Norimberga dal 1522.
Grazie a due soggiorni in Italia, uno nel 1520 e l'altro dieci anni dopo approfondì le sue conoscenze per il classicismo e per la stilistica rinascimentale, divenendo quindi il primo decoratore tedesco a tradurre in un'opera di una certa importanza e grandezza (la sala del Hirschvogelsaal, 1534, di Norimberga), quanto aveva appreso in Italia.
Diffuse in Germania il suo stile attraverso una vasta serie di piccole sculture, incisioni e disegni per ornati, placchette e mobili.
Eseguì per varie chiese numerosi e pregevoli lavori di intaglio, tra cui casse d'organo (cappella Fugger ad Augusta), altari, cornici (cappella degli Iagelloni nella duomo di Cracovia).
La sua attività si estese ai disegni per incisioni e alla scultura, ed in ogni campo egli contribuì più di tutti i suoi connazionali alla diffusione delle fogge rinascimentali.
Negli ultimi anni eseguì numerose targhette di pietra calcare che furono largamente riprodotte in bronzo e in piombo e a loro volta queste riproduzioni influirono molto sulla decorazione di ceramiche, mobili scolpiti e altri manufatti decorativi.
Tra le sue opere più importanti la fontana di Apollo (1532, Norimberga, German. Nationalmuseum) e la decorazione in legno del Hirschvogelsaal (1534) di Norimberga.

## Opere
- Fontana di Apollo, Norimberga, German. Nationalmuseum, 1532;
- Sala del Hirschvogelsaal di Norimberga (1534);
- Vanitas, bronzo dorato, 1535-1540;
- I sette peccati capitali: accidia, 1540 circa;
- Cappella Fugger ad Augusta;
- Cappella degli Iagelloni nel duomo di Cracovia.